# Diadema sieversiae
Diadema sieversiae är en svampart som först beskrevs av Peck, och fick sitt nu gällande namn av Huhndorf 1992. Diadema sieversiae ingår i släktet Diadema och familjen Diademaceae.   Inga underarter finns listade i Catalogue of Life.